# Симпсоны (сезон 2)
Второй сезон мультсериала «Симпсоны» был показан на телеканале Fox в период с 11 октября 1990 года по 9 мая 1991 года и содержит 22 эпизода.
Последняя серия сезона – «Blood Feud» – была показана летом, после официального окончания сезона. Контролировали создание сезона Мэтт Грейнинг, Джеймс Брукс и Сэм Саймон.
Сезон был выпущен на DVD в 2002 году.
Среднее количество зрителей премьеры серии сезона, было 24,4 млн человек.

## Список серий
| № общий | № в сезоне | Название | Режиссёр                            | Автор сценария                                                                | Дата премьеры   | Произв. код | Зрители в США (млн) |
| --- | ---------- | --- | ----------------------------------- | ----------------------------------------------------------------------------- | --------------- | ----------- | ------------------- |
| 14 | 1          | «Барт получает двойку» «Bart Gets an “F”»                                                                         | Дэвид Силверман                     | Дэвид Стерн                                                                   | 11 октября 1990 | 7F03        | 33,6                |
| После провала теста по истории США Барт просит отличника Мартина Принса помочь ему. Однако, всё же, над Бартом нависла угроза повторного провала, в результате которого он может остаться на второй год… Приглашённая звезда: Марсия Уоллес |            | |                                     |                                                                               |                 |             |                     |
| 15 | 2          | «Симпсон и советник» «Simpson and Delilah»                                                                        | Рич Мур                             | Джон Витти                                                                    | 18 октября 1990 | 7F02        | 29,9                |
| Гомер участвует в экспериментальной программе по отращиванию волос. Он обретает новые волосы, становясь совершенно новым человеком: Мардж считает его очень сексуальным, а Мистер Бёрнс продвигает Гомера по службе и даёт ему помощника по имени Карл, который гарантирует, что каждое его действие правильно и удачно. Приглашённая звезда: Харви Файерстин в роли Карла |            | |                                     |                                                                               |                 |             |                     |
| 16 | 3          | «Дом ужасов» «Treehouse of Horror»                                                                                | Уэсли Арчер Рич Мур Дэвид Силверман | Джон Шварцвельдер Джей Коген и Уоллес Володарский Эдгар Аллан По и Сэм Саймон | 25 октября 1990 | 7F04        | 27,4                |
| «Bad Dream House» (с англ. — «Дом страшных снов») — Симпсоны оказывается в доме, который пытается заставить их перерезать друг друга. «Hungry are the Damned» (с англ. — «Голодные прокляты») — Кэнг и Кодос забирают Симпсонов на свой космический корабль, где развлекают и откармливают их. Однако Лиза считает это подозрительным… «The Raven» (с англ. — «Ворон») — Лиза читает Барту страшную поэму Эдгара Алана По «Ворон». Приглашённая звезда: Джеймс Эрл Джонс в роли Рассказчика |            | |                                     |                                                                               |                 |             |                     |
| 17 | 4          | «По две машины в каждом гараже и три глаза у каждой рыбы» «Two Cars in Every Garage and Three Eyes on Every Fish» | Уэсли Арчер                         | Сэм Саймон и Джон Шварцвельдер                                                | 1 ноября 1990   | 7F01        | 26,1                |
| Барт и Лиза поймали трёхглазую рыбу в пруду неподалёку от Спрингфилдская атомная электростанция |            | |                                     |                                                                               |                 |             |                     |
| 18 | 5          | «Танцующий Гомер» «Dancin’ Homer»                                                                                 | Марк Киркленд                       | Дэвид Айзекс и Кен Левин                                                      | 8 ноября 1990   | 7F05        | 26,1                |
| Гомер получает широкую известность в Спрингфилде, когда становится талисманом местной бейсбольной команды. Владельцу команды так понравились специальные танцы и движения Гомера, что он предложил ему быть талисманом в столице… Приглашённая звезда: Тони Беннетт в роли самого себя |            | |                                     |                                                                               |                 |             |                     |
| 19 | 6          | «Игра до победного конца» «Dead Putting Society»                                                                  | Рич Мур                             | Джефф Мартин                                                                  | 15 ноября 1990  | 7F08        | 25,4                |
| В городе проходит чемпионат по мини-гольфу среди детей. Гомер заключает пари со своим соседом, Недом Фландерсом: отец проигравшего переодевается в женское платье и стрижёт газон соседа… |            | |                                     |                                                                               |                 |             |                     |
| 20 | 7          | «Барт против Дня благодарения» «Bart vs. Thanksgiving»                                                            | Дэвид Силверман                     | Джордж Мейер                                                                  | 22 ноября 1990  | 7F07        | 25,9                |
| Лиза проводит весь День благодарения за собиранием поделки, посвящённой женщинам-героям Америки. Чтобы освободить больше места на столе для еды, Барт нечаянно смахивает произведение Лизы в камин, и оно сгорает. За это его оставляют без ужина. Барт обижается и уходит из дома, взяв с собой Маленького помощника Санты… |            | |                                     |                                                                               |                 |             |                     |
| 21 | 8          | «Барт — сорвиголова» «Bart the Daredevil»                                                                         | Уэсли Арчер                         | Джей Коген и Уоллес Володарский                                               | 6 декабря 1990  | 7F06        | 26,2                |
| У Барта появляется новый кумир – капитан Лэнс Мэрдок, сорвиголова, который попытался перепрыгнуть на мотоцикле через резервуар, наполненный большими белыми акулами, электрическими угрями, пираньями, крокодилами, свирепыми львами и каплей крови, которая злила и сводила их с ума. Вдохновлённый подвигом Мэрдока, Барт начинает делать опасные трюки на скейтборде. Вскоре он решает покорить самое опасное место – Спрингфилдский овраг. Гомер пытается отговорить Барта от прыжка…   |            | |                                     |                                                                               |                 |             |                     |
| 22 | 9          | «Щекотка и Царапка против Мардж» «Itchy & Scratchy & Marge»                                                       | Джим Рирдон                         | Джон Шварцвельдер                                                             | 20 декабря 1990 | 7F09        | 22,2                |
| Осмыслив, что кадры из мультфильма «Шоу Щекотки и Царапки» оказывают негативное воздействие на детей, Мардж создаёт кампанию против насилия в мультфильмах. Это заставляет создателя «Щекотки и Царапки» поменять идею мультика. |            | |                                     |                                                                               |                 |             |                     |
| 23 | 10         | «Барта сбивает машина» «Bart Gets Hit by a Car»                                                                   | Марк Киркленд                       | Джон Шварцвельдер                                                             | 10 января 1991  | 7F10        | 24,8                |
| Мистер Бёрнс сбивает Барта машиной. После консультации с адвокатом Лайнелом Хатцом Гомер подаёт иск на Бёрнса о компенсации на сумму в миллион долларов. При этом Мардж согласна и на меньшее… Приглашённая звезда: Фил Хартман в роли Лайнела Хатца |            | |                                     |                                                                               |                 |             |                     |
| 24 | 11         | «Одна рыба, две рыбы, ядовитая рыба, голубая рыба» «One Fish, Two Fish, Blowfish, Blue Fish»                      | Уэсли Арчер                         | Нелл Сковелл                                                                  | 24 января 1991  | 7F11        | 24,2                |
| Гомер попадает в японский рыбный ресторан. Он задался целью попробовать каждый вид рыбы, который есть в меню. Съев ядовитую часть «рыбы-собаки», Гомер отравляется. Доктор Хибберт говорит, что Гомеру осталось жить 24 часа. Так как осталось жить один день, Гомер составляет список важных дел, которые ему надо успеть сделать… Приглашённая звезда: Ларри Кинг в роли самого себя |            | |                                     |                                                                               |                 |             |                     |
| 25 | 12         | «Когда мы были молодыми» «The Way We Was»                                                                         | Дэвид Силверман                     | Эл Джин, Майк Рейсс и Сэм Саймон                                              | 31 января 1991  | 7F12        | 26,8                |
| У Симпсонов ломается телевизор, и Мардж захотела рассказать детям о том, как она познакомилась с Гомером. Она рассказывает про 1974 год, когда Гомер был простым студентом высшей школы, а Мардж – подающей надежды феминисткой. Приглашённая звезда: Джон Ловитц в роли Арти Зиффа и Мистера Секофски |            | |                                     |                                                                               |                 |             |                     |
| 26 | 13         | «Гомер против Лизы и восьмой заповеди» «Homer vs. Lisa and the 8th Commandment»                                   | Рич Мур                             | Стив Пепон                                                                    | 7 февраля 1991  | 7F13        | 26,2                |
| Гомер становится самым популярным человеком в Спрингфилде после того, когда он осуществляет нелегальное подключение к платному кабельному телевидению. Однако Лиза против этого и обещает, что Гомер окажется в аду, потому что не выполняет Восьмую заповедь – «Не укради». Лиза советуется с Преподобным Лавджоем, который говорит, что она просто не должна смотреть незаконно подключённое телевидение.                                                                                 |            | |                                     |                                                                               |                 |             |                     |
| 27 | 14         | «Очаровашка директор» «Principal Charming»                                                                        | Марк Киркленд                       | Дэвид Стерн                                                                   | 14 февраля 1991 | 7F15        | 23,9                |
| Мардж просит Гомера помочь найти своей сестре Сельме мужа. В процессе поиска Гомер заходит в школу, встречает директора Скиннера и понимает, что Скиннер – то, что надо для Сельмы. Скиннер соглашается встретиться с Сельмой, но по ошибке влюбляется в Пэтти, другую сестру Мардж, заставляя Сельму ещё больше огорчиться. |            | |                                     |                                                                               |                 |             |                     |
| 28 | 15         | «О, брат, где же ты?» «Oh Brother, Where Art Thou?»                                                               | Уэсли Арчер                         | Джефф Мартин                                                                  | 21 февраля 1991 | 7F16        | 26,8                |
| От своего отца Эйба Гомер узнаёт, что у него есть единокровный брат. Гомер находит его – это Герберт Пауэлл, который живёт в Детройте и является владельцем автомобильной компании. Он приглашает Гомера в гости и привлекает его к участию в разработке проекта своего нового автомобиля… |            | |                                     |                                                                               |                 |             |                     |
| 29 | 16         | «Собака Барта получает двойку» «Bart’s Dog Gets an F»                                                             | Джим Рирдон                         | Джон Витти                                                                    | 7 марта 1991    | 7F14        | 23,9                |
| Маленький помощник Санты ведёт себя безобразно: он сгрызает новые, очень дорогие кроссовки Гомера и семейную реликвию – одеяло, которое вышивали несколько поколений предков Мардж по женской линии. Разъярённый Гомер хочет прогнать собаку, но Барт уговаривает отдать Маленького помощника Санты в собачью школу, где его научат вести себя примерно. Однако пёс совершенно не поддаётся дрессировке… Приглашённая звезда: Фил Хартман и Трейси Ульман                                   |            | |                                     |                                                                               |                 |             |                     |
| 30 | 17         | «Старые деньги» «Old Money»                                                                                       | Дэвид Силверман                     | Джей Коген и Уоллес Володарский                                               | 28 марта 1991   | 7F17        | 21,2                |
| Дедушка Симпсон влюбляется в Биатрис Симмонс, пациентку дома престарелых. Неожиданно она умирает и оставляет деду всё своё наследство – 106 тысяч долларов. Эйб решает отдать деньги на благотворительность, но никак не может выбрать того, кто действительно нуждается в этих деньгах. Приглашённая звезда: Одри Медоуз, Фил Хартман и Марсия Уоллес |            | |                                     |                                                                               |                 |             |                     |
| 31 | 18         | «Сила искусства» «Brush with Greatness»                                                                           | Джим Рирдон                         | Брайан Робертс                                                                | 11 апреля 1991  | 7F18        | 20,6                |
| После находки своих старых полотен Мардж вновь интересуется искусством. Мардж рисует картину, которая побеждает на Спрингфилдской выставке. Её работа попадает на глаза Мистеру Бёрнсу, который заставляет Мардж нарисовать его личный портрет. Однако это очень сложное задание, потому что Мардж не видит в Бёрнсе ничего доброго… Тем временем Гомер садится на диету. Приглашённые звезды: Джон Ловитц в роли Профессора Ломбардо, Ринго Старр в роли самого себя                       |            | |                                     |                                                                               |                 |             |                     |
| 32 | 19         | «Заместитель учителя Лизы» «Lisa’s Substitute»                                                                    | Рич Мур                             | Джон Витти                                                                    | 25 апреля 1991  | 7F19        | 17,7                |
| Когда учительница Лизы Мисс Гувер заболевает, в класс на замену приходит мистер Бергстром. Лиза считает, что методы обучения, применяемые мистером Бергстромом, очень хороши и интересны. У девочки появляется новая любовь к обучению и к учителю… Приглашённая звезда: Дастин Хоффман и Марсия Уоллес |            | |                                     |                                                                               |                 |             |                     |
| 33 | 20         | «Война Симпсонов» «The War of the Simpsons»                                                                       | Марк Киркленд                       | Джон Шварцвельдер                                                             | 2 мая 1991      | 7F20        | 19,7                |
| Гомер напился и опозорился на вечеринке, на которой собрались все друзья и соседи Симпсонов. Только посещение собрания «Проблемы брака в выходные дни», устраиваемого Преподобным Лавджоем на озере «Зубатки», может сохранить брака Симпсонов. Мардж озабочена сохранением брака, но Гомер больше думает о том, как поймать Генерала Шермана – громадную рыбу, легенду этого озера. |            | |                                     |                                                                               |                 |             |                     |
| 34 | 21         | «Трое мужчин и комикс» «Three Men and a Comic Book»                                                               | Уэсли Арчер                         | Джефф Мартин                                                                  | 9 мая 1991      | 7F21        | 21                  |
| Барт загорается желанием купить первый выпуск комикса «Радиоактивный человек». Но он никак не может собрать 100 долларов на покупку. Вместе с Милхаусом и Мартином Принсом, мальчишки, наконец, собирает нужную сумму и они втроём покупают журнал. Однако этот комикс становится причиной раздора, когда дети не смогли решить, у кого будет храниться эта вещь и как долго. Барт, Милхаус и Мартин начинают вражду за комикс… Приглашённая звезда: Клорис Личмен и Даниэль Штерн          |            | |                                     |                                                                               |                 |             |                     |
| 35 | 22         | «Кровная месть» «Blood Feud»                                                                                      | Дэвид Силверман                     | Джордж Мейер                                                                  | 11 июля 1991    | 7F22        | 17,3                |
| Чарльзу Монтгомери Бёрнсу срочно требуется переливание крови, и его спасает Барт Симпсон. Гомер при этом ожидал, что Бёрнс щедро вознаградит их, но, не дождавшись этого, посылает ему оскорбительное письмо. Бёрнс строит планы мести, но Вэйлон Смитерс убеждает его в том, что он неправ. |            | |                                     |                                                                               |                 |             |                     |

## DVD
Сезон был выпущен на DVD в Америке 6 августа 2002 года, в Европе 8 июля 2002 года, а в сентябре и в Южной Америке.
| Регион 1        | Регион 2     | Регион 4      | Регион 5      |
| --------------- | ------------ | ------------- | ------------- |
| 6 августа, 2002 | 8 июля, 2002 | сентябрь 2002 | сентябрь 2008 |